# Liste des maires de Guéret
La liste des maires de Guéret présente la liste des maires de la commune française de Guéret, située dans le département de la Creuse en région Nouvelle-Aquitaine. Jusqu'en 2015, la commune est rattachée à la région Limousin.

## L'hôtel de ville

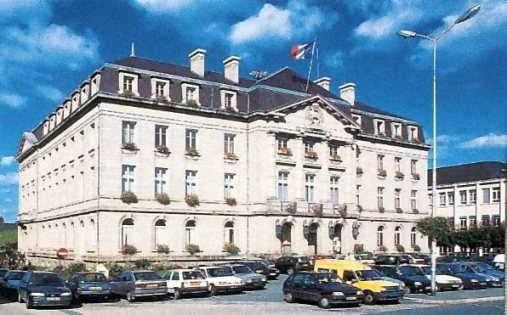
L'hôtel de ville en 2006.
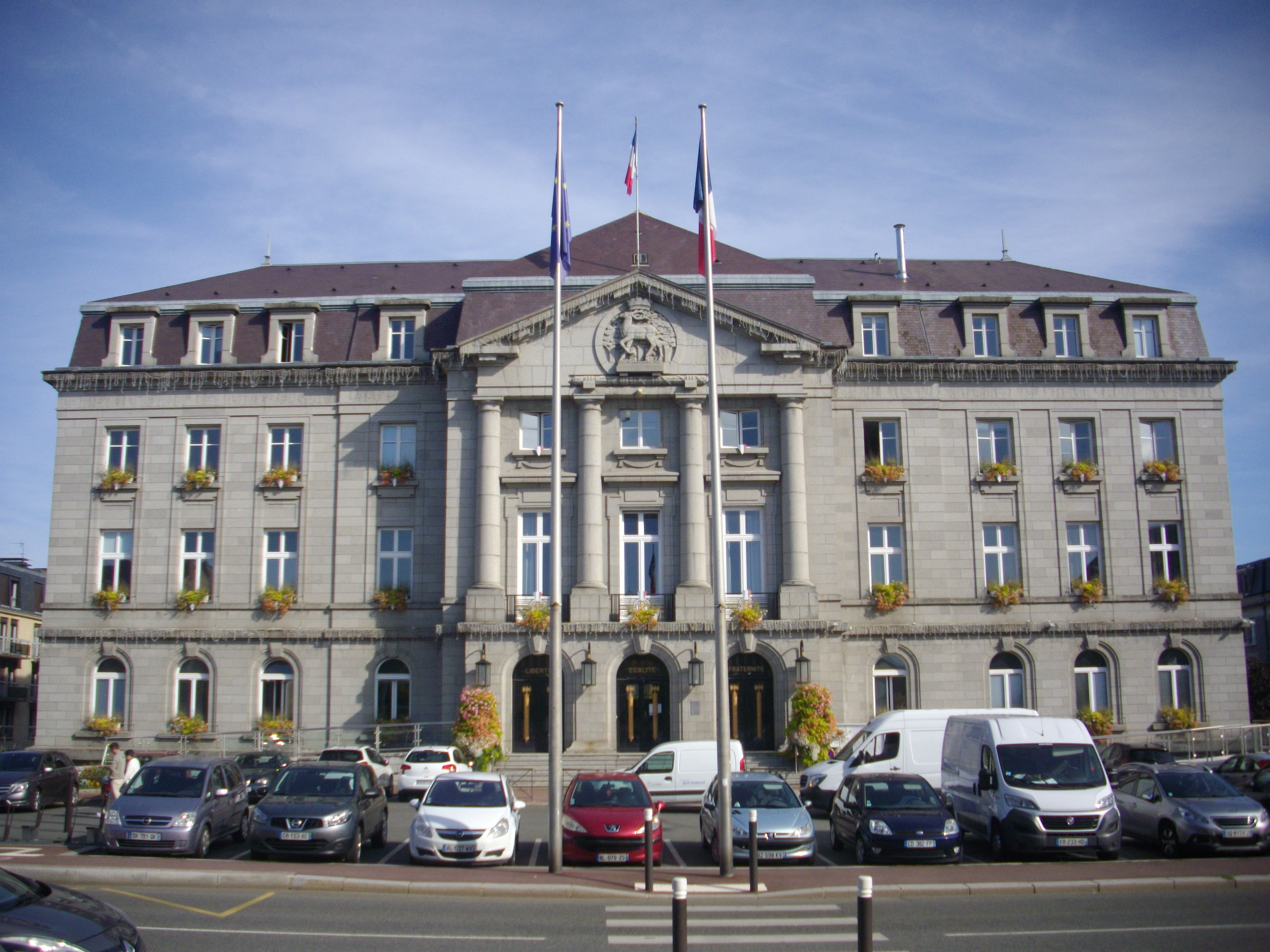
L'hôtel de ville en 2018.

## Liste des maires

### Entre 1794 et 1944
| Période                                  | Période           | Identité                                          | Étiquette           | Qualité |
| ---------------------------------------- | ----------------- | ------------------------------------------------- | ------------------- | --- |
| Les données manquantes sont à compléter. |                   |                                                   |                     | |
| 1794                                     |                   | Isaac Chorlon                                     |                     | |
| 1799                                     | 1800              | Charles-François Champagne                        |                     | |
| mai 1800                                 | janvier 1806      | Étienne Gentil-Duvernet                           |                     | |
| janvier 1806                             | octobre 1815      | Gabriel Couturier de Fournouë (1760-1832)         |                     | Conseiller de préfecture Baron de l'Empire et de Fournouë                                                                                               |
| octobre 1815                             | mars 1818         | François Coudert de la Villatte                   |                     | |
| avril 1818                               | juillet 1830      | André Leyraud                                     | Droite              | Avocat, poète Ancien député de la Creuse (1815) |
| juillet 1830                             | ?                 | Jean-Baptiste Gentil de Lavaud                    |                     | Propriétaire |
| octobre 1830                             | décembre 1831     | Antoine François Bernard                          |                     | |
| décembre 1831                            | novembre 1839     | André Leyraud                                     | Droite              | Avocat, poète Député de la Creuse (1815 et 1831 → 1849) Conseiller général de Guéret (1833 → 1852) Président du conseil général                         |
| janvier 1840                             | décembre 1842     | Jean-Baptiste Ernest Purat                        |                     | |
| décembre 1842                            | janvier 1846      | Jean-François Dissandes de Lavillatte (1808-1885) |                     | Président du tribunal de Guéret |
| janvier 1846                             | mars 1848         | Pierre Gaillard                                   |                     | |
| mars 1848                                | mars 1848         | Sylvain Guizard (1806-1859)                       | Républicain         | Docteur en médecine Représentant du peuple (1848 → 1849)                                                                                                |
| mars 1848                                | janvier 1849      | Pierre Cuisinet                                   |                     | |
| mars 1849                                | septembre 1850    | Sylvain Lasnier                                   |                     | |
| 22 mars 1851                             | 1864              | Louis Jarrit-Delille                              |                     | Avocat Conseiller général de Guéret (1852 → 1871) Révoqué                                                                                               |
| 26 août 1865                             | 4 septembre 1870  | Louis Cuisinet                                    |                     | |
| 4 septembre 1870                         | 1874              | Joseph Edmond Fayolle                             | Républicain modéré  | Avocat Conseiller général de Guéret (1871 → 1885) Président du conseil général (1874 → 1885)                                                            |
| 22 février 1874                          | 28 avril 1876     | Pierre Gaillard                                   |                     | |
| 28 avril 1876                            | 25 janvier 1878   | Joseph Edmond Fayolle                             | Républicain modéré  | Avocat Sénateur de la Creuse (1876 → 1885) Conseiller général de Guéret (1871 → 1885) Président du conseil général (1874 → 1885)                        |
| 1878                                     | 1886              | Paul Laroche                                      | Gauche opportuniste | Avocat Sénateur de la Creuse (1885 → 1894) Conseiller général de Guéret (1885 → 1889)                                                                   |
| 10 octobre 1886                          | 8 juillet 1907    | Ferdinand Villard                                 | Rad.                | Médecin Sénateur de la Creuse (1894 → 1907) Conseiller général de Pontarion (1891 → 1907) Président du conseil général (1899 → 1907) Décédé en fonction |
| 23 août 1907                             | 27 juin 1909      | Philippe Lecante (1845-1909)                      |                     | Entrepreneur de travaux publics Décédé en fonction |
| 8 août 1909                              | 19 mai 1935       | Alfred Grand                                      | PRRRS               | Avoué Sénateur de la Creuse (1921 → 1937) |
| 19 mai 1935                              | 10 janvier 1941   | Joseph Ducouret                                   |                     | Ancien premier adjoint |
| 10 janvier 1941                          | 15 septembre 1944 | Adrien Arfeuillère (1876-1959)                    |                     | Avocat |

### Depuis 1944
Depuis la Libération, dix maires se sont succédé à la tête de la commune.
| Période          | Période          | Identité                   | Étiquette | Qualité |
| ---------------- | ---------------- | -------------------------- | --------- | --- |
| 11 octobre 1944  | 9 mai 1953       | Hubert Gaudriot            | Rad.soc.  | Ingénieur |
| 9 mai 1953       | 22 mars 1957     | Jules Lagrange (1888-1957) | Rad.soc.  | Chirurgien-dentiste Décédé en fonction |
| 13 avril 1957    | 30 mars 1965     | Marcel Brunet              | Rad.ind.  | Ancien premier adjoint |
| 30 mars 1965     | 8 décembre 1970  | Raymond Gadet              | Rad.      | |
| 30 mars 1971     | 22 août 1973     | Olivier de Pierrebourg     | UDR       | Journaliste, compagnon de la Libération Député de la Creuse (1951 → 1958) Député de la Creuse (1re circ.) (1958 → 1973) Conseiller général de Jarnages (1957 → 1970) Décédé en fonction |
| 19 octobre 1973  | 20 mars 1977     | Maurice Chantrelle         | UDR       | Médecin |
| 20 mars 1977     | 31 mars 1978     | Guy Beck                   | PS        | Haut fonctionnaire Député de la Creuse (1re circ.) (1973 → 1978) Conseiller général de Guéret-Sud-Ouest (1970 → 1982) Vice-président du conseil général (1976 → 1979) Démissionnaire |
| 31 mars 1978     | 28 novembre 1998 | André Lejeune              | PS        | Professeur de physique 1er adjoint au maire (1977 → 1978) Sénateur de la Creuse (1980 → 1981 et 1998 → 2009) Député de la Creuse (1re circ.) (1981 → 1986 et 1988 → 1993) Député de la Creuse (1986 → 1988) Conseiller général de Guéret-Nord (1973 → 1982) Conseiller régional du Limousin (1977 → 1982) Président de la CC de Guéret Saint-Vaury (1998 → 2009) Démissionnaire |
| 29 novembre 1998 | 4 juillet 2020   | Michel Vergnier            | PS        | Instituteur Adjoint au maire (1992 → 1998) Député de la Creuse (1re circ.) (1997 → 2012) Député de la Creuse (2012 → 2017) Président de la CC de Guéret Saint-Vaury (2009 → 2012) Président de la CA du Grand Guéret (2013 → 2014) |
| 4 juillet 2020   | En cours         | Marie-Françoise Fournier   | SE        | Retraitée de la fonction publique 14e vice-présidente de la CA du Grand Guéret (2020 → 2021) |

## Conseil municipal actuel
Les 33 sièges composant le conseil municipal de Guéret ont été pourvus le 28 juin 2020 à l'issue du second tour.

## Résultats des élections municipales

### Élection municipale de 2020
| Tête de liste                                          | Tête de liste            | Liste                    | Premier tour | Premier tour | Second tour | Second tour | Sièges | Sièges |
| Tête de liste                                          | Tête de liste            | Liste                    | Voix         | %            | Voix        | %           | CM     | CC     |
| ------------------------------------------------------ | ------------------------ | ------------------------ | ------------ | ------------ | ----------- | ----------- | ------ | ------ |
|                                                        | Marie-Françoise Fournier | SE                       | 913          | 27,70        | 1 182       | 35,68       | 23     | 14     |
| Partageons notre avenir, avançons ensemble pour Guéret |                          |                          | 913          | 27,70        | 1 182       | 35,68       | 23     | 14     |
|                                                        | Éric Correia             | EÉLV                     | 1 087        | 32,97        | 1 099       | 33,18       | 5      | 4      |
| Guéret 2020 - Demain commence aujourd'hui              |                          |                          | 1 087        | 32,97        | 1 099       | 33,18       | 5      | 4      |
|                                                        | Sylvie Bourdier          | PS-PCF-LFI               | 851          | 25,81        | 774         | 23,36       | 4      | 2      |
| Guéret en commun                                       |                          |                          | 851          | 25,81        | 774         | 23,36       | 4      | 2      |
|                                                        | Thierry Delaître         | LREM-Modem               | 445          | 13,50        | 257         | 7,75        | 1      | 0      |
| Un nouveau souffle pour Guéret                         |                          |                          | 445          | 13,50        | 257         | 7,75        | 1      | 0      |
|                                                        |                          |                          |              |              |             |             |        |        |
| Votes valides                                          | Votes valides            | Votes valides            | 3 296        | 95,32        | 3 312       | 96,81       |        |        |
| Votes blancs                                           | Votes blancs             | Votes blancs             | 66           | 1,91         | 45          | 1,32        |        |        |
| Votes nuls                                             | Votes nuls               | Votes nuls               | 96           | 2,78         | 64          | 1,87        |        |        |
| Total                                                  | Total                    | Total                    | 3 458        | 100          | 3 421       | 100         | 33     | 20     |
| Abstention                                             | Abstention               | Abstention               | 4 767        | 57,96        | 4 790       | 58,34       |        |        |
| Inscrits / participation                               | Inscrits / participation | Inscrits / participation | 8 225        | 42,04        | 8 211       | 41,66       |        |        |

### Élection municipale de 2014
| Tête de liste                                                         | Tête de liste        | Liste            | Premier tour | Premier tour | Second tour | Second tour | Sièges | Sièges |
| Tête de liste                                                         | Tête de liste        | Liste            | Voix         | %            | Voix        | %           | CM     | CC     |
| --------------------------------------------------------------------- | -------------------- | ---------------- | ------------ | ------------ | ----------- | ----------- | ------ | ------ |
|                                                                       | Michel Vergnier *    | PS-PCF-EELV (UG) | 2 186        | 42,94        | 2 740       | 54,45       | 26     | 12     |
| Une gauche unie et rassemblée pour Guéret, pour le territoire         |                      |                  | 2 186        | 42,94        | 2 740       | 54,45       | 26     | 12     |
|                                                                       | David Gipoulou       | FG-NPA           | 778          | 15,28        | 2 740       | 54,45       | 26     | 12     |
| Pour bien vivre à Guéret : l'Humain d'abord - Guéret, terre de gauche |                      |                  | 778          | 15,28        | 2 740       | 54,45       | 26     | 12     |
|                                                                       | Jean-François Thomas | DVD-UMP-UDI-DLR  | 977          | 19,19        | 1 604       | 31,87       | 5      | 2      |
| Guéret avec nous                                                      |                      |                  | 977          | 19,19        | 1 604       | 31,87       | 5      | 2      |
|                                                                       | Martial Maume        | FN               | 657          | 12,90        | 688         | 13,67       | 2      | 1      |
| Guéret, ville française !                                             |                      |                  | 657          | 12,90        | 688         | 13,67       | 2      | 1      |
|                                                                       | Éric Daubechies      | UDI-MoDem        | 492          | 9,66         |             |             |        |        |
| Guéret au centre                                                      |                      |                  | 492          | 9,66         |             |             |        |        |
|                                                                       |                      |                  |              |              |             |             |        |        |
| Inscrits                                                              | Inscrits             | Inscrits         | 8 577        | 100,00       | 8 579       | 100,00      |        |        |
| Abstentions                                                           | Abstentions          | Abstentions      | 3 243        | 37,81        | 3 280       | 38,23       |        |        |
| Votants                                                               | Votants              | Votants          | 5 334        | 62,19        | 5 299       | 61,77       |        |        |
| Blancs et nuls                                                        | Blancs et nuls       | Blancs et nuls   | 244          | 4,57         | 267         | 5,04        |        |        |
| Exprimés                                                              | Exprimés             | Exprimés         | 5 090        | 95,43        | 5 032       | 94,96       |        |        |
| * Liste du maire sortant                                              |                      |                  |              |              |             |             |        |        |

### Élection municipale de 2008
| Tête de liste                                               | Tête de liste     | Liste              | Premier tour | Premier tour | Sièges | Sièges |
| Tête de liste                                               | Tête de liste     | Liste              | Voix         | %            | CM     |        |
| ----------------------------------------------------------- | ----------------- | ------------------ | ------------ | ------------ | ------ | ------ |
|                                                             | Michel Vergnier * | PS-PCF-LV-PRG (UG) | 3 958        | 73,12        | 29     |        |
| La gauche unie et solidaire : Guéret, une ambition partagée |                   |                    | 3 958        | 73,12        | 29     |        |
|                                                             | Dominique Mazure  | UMP-DVD            | 1 455        | 26,88        | 4      |        |
| Guéret pour tous                                            |                   |                    | 1 455        | 26,88        | 4      |        |
|                                                             |                   |                    |              |              |        |        |
| Inscrits                                                    | Inscrits          | Inscrits           | 9 140        | 100,00       |        |        |
| Abstentions                                                 | Abstentions       | Abstentions        | 3 378        | 36,96        |        |        |
| Votants                                                     | Votants           | Votants            | 5 762        | 63,04        |        |        |
| Blancs et nuls                                              | Blancs et nuls    | Blancs et nuls     | 349          | 6,04         |        |        |
| Exprimés                                                    | Exprimés          | Exprimés           | 5 413        | 93,94        |        |        |
| * Liste du maire sortant                                    |                   |                    |              |              |        |        |

### Élection municipale de 2001
| Tête de liste            | Tête de liste     | Liste          | Premier tour | Premier tour | Sièges | Sièges |
| Tête de liste            | Tête de liste     | Liste          | Voix         | %            | CM     |        |
| ------------------------ | ----------------- | -------------- | ------------ | ------------ | ------ | ------ |
|                          | Michel Vergnier * | PS (G. pl.)    | 3 214        | 62,59        | 27     |        |
|                          | Serge Phalippou   | RPR (UD)       | 982          | 19,12        | 3      |        |
|                          | M. Mazure         | DVG            | 939          | 18,29        | 3      |        |
|                          |                   |                |              |              |        |        |
| Inscrits                 | Inscrits          | Inscrits       | 8 934        | 100,00       |        |        |
| Abstentions              | Abstentions       | Abstentions    | 3 325        | 37,22        |        |        |
| Votants                  | Votants           | Votants        | 5 609        | 62,78        |        |        |
| Blancs et nuls           | Blancs et nuls    | Blancs et nuls | 474          | 8,45         |        |        |
| Exprimés                 | Exprimés          | Exprimés       | 5 135        | 91,55        |        |        |
| * Liste du maire sortant |                   |                |              |              |        |        |

### Élection municipale de 1995
| Tête de liste            | Tête de liste   | Liste              | Premier tour | Premier tour | Sièges | Sièges |
| Tête de liste            | Tête de liste   | Liste              | Voix         | %            | CM     |        |
| ------------------------ | --------------- | ------------------ | ------------ | ------------ | ------ | ------ |
|                          | André Lejeune * | PS-PCF-LV-MDC (UG) | 4 066        | 63,09        | 27     |        |
|                          | M. Mazure       | RPR-DVD (UD)       | 2 379        | 36,91        | 6      |        |
|                          |                 |                    |              |              |        |        |
| Inscrits                 | Inscrits        | Inscrits           | 9 627        | 100,00       |        |        |
| Abstentions              | Abstentions     | Abstentions        | 2 645        | 27,47        |        |        |
| Votants                  | Votants         | Votants            | 6 982        | 72,53        |        |        |
| Blancs et nuls           | Blancs et nuls  | Blancs et nuls     | 537          | 7,69         |        |        |
| Exprimés                 | Exprimés        | Exprimés           | 6 445        | 92,31        |        |        |
| * Liste du maire sortant |                 |                    |              |              |        |        |

### Élection municipale de 1989
| Tête de liste            | Tête de liste    | Liste            | Premier tour | Premier tour | Sièges | Sièges |
| Tête de liste            | Tête de liste    | Liste            | Voix         | %            | CM     |        |
| ------------------------ | ---------------- | ---------------- | ------------ | ------------ | ------ | ------ |
|                          | André Lejeune *  | PS-PCF-DVG (UG)  | 3 641        | 56,52        | 26     |        |
|                          | Jacques Viennois | RPR-UDF-DVD (UD) | 2 801        | 43,48        | 7      |        |
|                          |                  |                  |              |              |        |        |
| Inscrits                 | Inscrits         | Inscrits         | 9 751        | 100,00       |        |        |
| Abstentions              | Abstentions      | Abstentions      | 2 962        | 30,38        |        |        |
| Votants                  | Votants          | Votants          | 6 789        | 69,62        |        |        |
| Blancs et nuls           | Blancs et nuls   | Blancs et nuls   | 347          | 5,11         |        |        |
| Exprimés                 | Exprimés         | Exprimés         | 6 442        | 94,89        |        |        |
| * Liste du maire sortant |                  |                  |              |              |        |        |

### Élection municipale de 1983
| Tête de liste            | Tête de liste   | Liste          | Premier tour | Premier tour | Sièges | Sièges |
| Tête de liste            | Tête de liste   | Liste          | Voix         | %            | CM     |        |
| ------------------------ | --------------- | -------------- | ------------ | ------------ | ------ | ------ |
|                          | André Lejeune * | PS-PCF (UG)    | 3 846        | 52,32        | 25     |        |
|                          | Xavier Lansade  | RPR-DVD (UD)   | 3 504        | 47,67        | 8      |        |
|                          |                 |                |              |              |        |        |
| Inscrits                 | Inscrits        | Inscrits       | 9 573        | 100,00       |        |        |
| Abstentions              | Abstentions     | Abstentions    | 1 917        | 20,02        |        |        |
| Votants                  | Votants         | Votants        | 7 656        | 79,98        |        |        |
| Blancs et nuls           | Blancs et nuls  | Blancs et nuls | 306          | 3,99         |        |        |
| Exprimés                 | Exprimés        | Exprimés       | 7 350        | 96,00        |        |        |
| * Liste du maire sortant |                 |                |              |              |        |        |